# RRRrrrr!!!
RRRrrrr!!! je francouzský komediální film, který v roce 2004 natočil režisér Alain Chabat.

## Děj
Před 35 000 lety, žijí dva pravěké kmeny, Špinavovlasatí a Čistovlasatí. Oba žijí v klidu a harmonii, do doby než kmen Čistovlasých objeví šampón na vlasy. Ti se ale nechtějí dělit a tak mezi těmito kmeny nastanou boje.
Jednoho dne se stane to, co se ještě nikdy nestalo. První vražda v historii lidstva. I když je těžké tomu uvěřit, tak musejí Kámen a Kámen (Bloňďák) tuto vraždu vyřešit. Začíná první pátrání, vyslýchání svědků a podezírání.

## Obsazení
| Alain Chabat       | Kámen – Šaman                       |
| Jean-Paul Rouve    | Kámen - Blonďák                     |
| Maurice Barthélémy | Kámen, náčelník Čistých vlasů       |
| Pef Martin Laval   | kudrnatý Kámen                      |
| Marina Fois        | Guy                                 |
| Elise Larnicol     | Kámen, žena náčelníka Čistých vlasů |
| Pascal Vincent     | Kámen - ponocný                     |
| Christian Gazio    | Pierre le Qui Tient la Torche       |
| Jean Rochefort     | Lucie                               |
| Gérard Depardieu   | náčelník Špinavých vlasů            |
| Damien Jouillerot  | lovec                               |
| Valérie Lemercier  | učitelka v hudební škole šití       |